# 彼岸花の咲く夜に
『彼岸花の咲く夜に』（ひがんばなのさくよるに）は、原作：竜騎士07（07th Expansion）、キャラクター原案：西E田、作画：つのはず壱郎による漫画作品。『月刊ドラゴンエイジ』にて、2010年5月号から2012年11月号まで連載された。タイトルは『彼岸花の咲く夜に』と、「咲」を赤文字で表記することもある。
2011年には、07th Expansionにより同人ゲーム（サウンドノベル）として制作されている。

## 概要
- 月刊誌連載の漫画であり、原作・脚本は竜騎士07、作画はつのはず壱郎がそれぞれ担当し、キャラクター原案は西E田で制作されている。単行本も発売されている。
- 学校の怪談を竜騎士07がアレンジしており、七不思議と呼ばれる妖怪たちと、それらに導かれた人間たちの世界を残酷風に描いている。社会問題を取り入れており、特に「いじめ」というキーワードが多数おさめている。
- ゲーム化をもしており、『ひぐらしのなく頃に』と『うみねこのなく頃に』に続く、07th Expansion制作のサウンドノベルとして発売されている。これまでの07th Expansion作品は長編ストーリー作品だったが、本作は一話で物語が完結する短編集の形式であり、物語同士で世界観や一部キャラクターを共有してはいるものの、一話一話を新しい物語として読むことができるようになっている。そのため、各物語はそれぞれ主人公となるキャラクターが異なり、さまざまな視点からストーリーが語られることになる。
- 漫画版の宣伝などで「竜騎士07のシリーズ第三弾」と銘打たれていたが、実際は『ひぐらし』や『うみねこ』と世界観に明確なつながりのない完全新作であり、従来のシリーズのようなミステリーの要素を基本的に持たない。
- ゲーム版には漫画版に登場しないキャラクターなどが含まれているが、漫画版を読まずにゲーム版をプレイしてもストーリーを理解することは可能とされている。原作漫画も、『学校妖怪紀行』という竜騎士07がかつて書いた小説を元にしており、登場人物やストーリーが若干異なる。

## ストーリー
学校七大妖怪の序列第三位の「彼岸花」という可憐な妖怪少女は、学校でいじめられていた森谷に妖怪「めそめそさん」にならないかと誘い出す。こうして、彼岸花はさまざまな人々を妖怪の世界に巻き込んでいく。

## 登場人物

### 主要キャラクター
彼岸花（ひがんばな）
本作を代表するキャラクター。学校を非日常の側から支配する妖怪「学校妖怪七席」の一人。学校の七不思議、序列三位に位置する。
通称は「保健室の踊る人形」。 他の一般の妖怪達よりはかなりの実力があるようで、彼等に恐れられている模様。
基本的に穏やかな性格を見せるが、本心は極めて残酷趣味な性格をしている。毬枝には特別な情が見え隠れする。毬枝が妖怪になるように導いた。
普段は古びた西洋風の人形のような姿をして学校の保健室に飾られており、そこの保健の先生には溺愛されている。深夜のアニメを観るのが趣味。
人間の世界に姿を現すこともある。
森谷 毬枝（もりや まりえ）/めそめそさん
『めそめそさん』の主人公であり、各章を連続して登場する人物。
学生の少女。いじめを受けている。
陰鬱とした日々を送る内、妖怪の「めそめそさん」になりたいという奇妙な夢想を抱く。そんななかに、彼岸花からめそめそさんにならないかと誘われる。そして、妖怪めそめそさんになって、クラスメートや金森を噛み殺そうと考え始める。
気が狂ってしまった金森に殺害されてしまうが、人ならざる者として生きることになる。彼岸花が用意しためそめそさんをかけた勝負で、金森との勝負に勝ったため、妖怪「めそめそさん」になる。また、金森との勝負の際に、自身が何故死んだのかを金森に教えられ、自分も間違った選択をしたことに気づく。金森を始末する間際に、彼に対して好きだったことを告白した。
妖怪という存在になって以降、少したくましくなり、出会っていく生徒達の悩みを助けていく。そして、人間達を襲わない代わりに、学校の給食等をつまみ食いする一面もある。お菓子を何所からともなく見つけ出すことができるという謎のスキルを持っている。
物語が変わっても、引き続き登場するキャラクター。

#### 学校妖怪七席
学校に君臨している特権的存在の妖怪達。闇に彷徨う人間の魂を捕食している。それぞれ、序列が存在している。
校長先生
『心霊写真機』編で初登場。
学校の七不思議妖怪の序列第一位の大妖怪である。七不思議では歴代校長の写真から抜け出した存在とされている。本名は不明。
「完全なる消去」なる能力を持ち、事実を無かったことにする。
かなり奇抜なデザインをした紳士風の姿をしている。基本的は温厚な性格だが、自分にとって不愉快な者に対してはかなり残忍な性格になる。
怖い妻がいるらしく、その怖さから自宅に帰らず、学校に住み着くこともある。
かつては、学校を飲み込む程の大妖怪だった模様。
イザナミ
『13階段の死神』編で登場。序列第二位の妖怪。
段数の増えた『13階段』を踏んだ人間に憑りつき、四十九日間追いかけまわす。狙われた者は逃げ回ることで危機を回避できる可能性があるが、逃げ切れなければ捕食され永遠に胃袋の中で溶かされることとなる。
熱血漢で、命を奪う対象であるはずの人間にも叱咤激励を行う説教好きな面がある。
影の第二位とされている紅茶紳士(後述)に廊下を走ってはいけないと注意され、以降彼とは犬猿の仲らしい。
時折『イザナミ先生』なる人間になりすまし、体育の指導も行っている。
松岡修造のファンでもある。
彼岸花（ひがんばな）
学校七不思議妖怪序列第三位の大妖怪の一人。
詳しくは、彼岸花の項目へ。
アザミ
『復讐のアザミ』で登場した妖怪。序列第四位。後述する妖怪『スミレ』の姉。
いじめられっこをいじめっこに変える魔法のアザミを司り、いじめを激化させる。
柔和で慈しみ深い性格を装っているが、実際は人間同士の争いを楽しむ為にいじめられっこに近づいている。
言葉巧みに人を誘導できる為、彼女のアザミへの誘惑を回避することは難しい。
本人も元々は容赦のない激しい性格のいじめっこだった。
キョウ
『鏡の世界へようこそ』にて登場。序列第五位。
現実世界と鏡の中の世界の境界を守る妖怪。鏡がものを反対に映すことから、人の心の両端を司る存在でもある。
人間に恨みを持っている為、姿を現す時は常に邪悪な態度で人と対峙する。
動物霊である為耳と尻尾があり、感情が尻尾に出てしまうのが悩み。
ルノワール
『少年達の肖像』に登場した妖怪。序列は第六位。
美術室の絵画に憑りついている妖怪。普段は休眠しており、時折目覚めて人を喰らう。その狩りの性質から他の妖怪と争うことが無い為、学校妖怪達からは弟のように可愛がられている。
『ルノワールに絵筆を借りてはならない』『ルノワールは美術室に掛けられた絵を指して、作者が誰かを尋ねてくる。その画家の名を正確に答えなければいけない』といった多くのルールを持ち、違反した人間を絵画のいずれかの内容に合わせた形で殺す。
生徒の一人である野田裕貴と友達になるが彼を失い、裕貴を虐待していた新谷ナフミと対決した。
ピエール＝オーギュスト・ルノワール作『鞭を持つ子供』に似た容姿をしているが、実際は偽装である。
スミレ/大住 玲子（おおすみ れいこ）
『ユートピア』編で初登場した。
由香里のクラスの転入してきた女子生徒。金髪や小柄な体型が特徴。
ある日、給食のカレーを全てこぼしたことからクラスメイト達に由香里に代わっていじめられる。
次第にいじめがエスカレートしていき、先生も含むクラスメイト達そのものにいじめられる一体感を持たれるが、由香里だけは親切にされ彼女と仲良くなっていく。しかしその正体は、学校七不思議妖怪の序列第七位の妖怪スミレであり、いじめの楽しさを生徒達に気づかせる為にわざといじめられ役となっていた。
「いじめの楽しさに目覚めた生徒達は放っておいても自然に誰かをイジメ始めるためターゲットとなった子の魂を食らう」ということを目的としていた。そして、その本性を由香里の前に現して襲おうとするが、森谷の阻止が入り、彼女を撃退するも、すでに由香里はいじめから強い決意を持っていたため、彼女に再びいじめの恐怖を与えるため人間世界から身を引くが、最終的に由香里をいじめていた者達が全員事故で死んでしまったため、魂を食らうことができないことに怒りをあらわにしていた。
妖怪での通称は「夕闇のスミレ」で、序列は第七位。子供を神隠しにさせると言われている。
学校に通う女子生徒として人間世界に姿を現している。普段は日本人形の姿をしており、茶道室を気に入っている理由から、茶道室に飾られている。
かつては座敷童だった。
彼岸花のことはライバル視している模様。
めそめそさん
学校七大妖怪序列第八位の妖怪。生前は森谷であった。
詳しくは、森谷　毬枝の項目へ。

### めそめそさん編からの登場人物
森谷 毬枝（もりや まりえ）
『めそめそさん』編の主人公。
詳しくは、主要人物の「森谷毬枝」の項目へ。
金森 義仁（かなもり よしひと）
『めそめそさん』に登場する、森谷とは別のキーパーソン。
森谷のいるクラスの担任教師。
若く、明るい性格で、生徒達に人気のある教師。だが、森谷をいじめる生徒を叱責して彼女を守る見返りに、彼女に対し性的虐待を行なっている。
元々は純粋な性格で、新任の頃は教師としての志があったが、日々のストレスが原因で性格が狂ってしまう。森谷に性的虐待をするのもこれらのストレスの解消法として行っていただけだった。しかし、猥褻な日々が続くと、次第に森谷に好意を抱き、性的虐待をやめられなくなってしまう。
ある日、保健室の担任から妖怪「めそめそさん」の噂を聞いてしまい、森谷が「めそめそさん」ではないかと恐怖を感じてしまう。それらが原因で森谷に好意を寄せる面も健在しつつ、同時に森谷を妖怪なのではないかと疑う。その過程で遂に気が狂ってしまい、森谷を旧校舎の女子トイレで絞殺してしまう。だが、そこに肝試しとして旧校舎の女子トイレにやって来た生徒達に見つかりそうになったため、対処法として「めそめそさん」の口上を真似て生徒達を恐怖させて追い返した。その後、森谷の死体は旧校舎の汲み取り便所に落として証拠隠蔽をしてしまう。
森谷の死体を完璧に隠蔽し、他の生徒達には「めそめそさん」として怖がらせたとして、自分こそが妖怪「めそめそさん」だと強く主張する。それが原因で、森谷とどちらが妖怪「めそめそさん」なのか勝負をし、始めは優勢だったが、森谷が完全に「めそめそさん」になってしまい、敗北する。
森谷がクラスメートにいじめをされたら周囲の人々の相談する等の対処方法を教えたり、彼女に正しい人生の道を教えたりと、森谷に対して様々なアドバイスをする描写もあった。
間下 美緒（ました みお）
森谷に対して様々ないじめを行った不良女子生徒。
いじめを行うリーダー格で、森谷に対して特に露骨ないじめをしており、彼女に軽い傷害をしたこともある。しかし、森谷が失踪した時には表向きでは無責任な態度をするが、一向に森谷を発見できない教師に対して感情的になるところも見せた。
美緒の他にも森谷をいじめていた不良生徒達もいたが、彼らはそこまで酷いいじめをしていたのではなく、金森にいじめを行ったことがバレた時は素直に謝罪していた。

### 心霊写真機編からの登場人物
野々宮 武（ののみや たけし）
『心霊写真機』のキーパーソン。
森谷と同じ学校の男子生徒の模様。新聞部部員。眼鏡をかけている。しっかりした真面目な性格。
自らに濡れ衣を着せられた事件の影響で、真実を映し出す者として写真に興味を持ち、新聞部に入部する。
ある日に、新聞部の部室の奥の資料室で古びたカメラを発見し、それが怪談で出てくる物だと噂で聞かされて半信半疑になる。当初はその古びたカメラは動作不能であったが、彼岸花に出会ってからそのカメラが突如にして動作可能になった。彼岸花にそのカメラを使用するようにと唆せる。そして、クラスメートの皆（撮る自分を除き）を写真に撮るが、そこには自身が知らないクラスメートの森谷が写っていたことに困惑するも、森谷がいた記憶を取り戻し、彼女の自宅に駆けつけて自身同様に森谷のことを忘れていた彼女の母親に彼女の写真を見せるものの、母親は錯乱してしまった。その帰り道にカメラの所有者を名乗る紳士風の姿をした校長先生なる人物と出会い、カメラを返すようにと要求されたが、カメラ欲しさに要求を拒否した。そのことに怒った校長に襲われそうになる所を彼岸花に助けてもらい、そのお礼にカメラに撮った写真を彼女に見せる。そして、彼岸花はかつて、女子生徒の陽子から濡れ衣を着せられ、復讐として野々宮がつけ回した時の写真を差し出して、陽子はその事で追い詰められ自殺していた事を告げられる。だが、その記憶は「妖怪・校長先生」の力で全ての人から記憶が消されていた。
彼岸花に蘇られた陽子と戦闘になるが、最終的にお互い和解するも、その結末を望まない彼岸花に襲われそうになるが、森谷の助けによって一命を取り止めた。
将来の夢は、フリーのカメラマンになることで、野鳥の撮影をしたいとのこと。
新聞部の部長
野々宮が入部している、新聞部の部長をしている女子生徒。野々宮の先輩である。本名は明かされていない。
非常に明るい性格で、喜怒哀楽が激しく、人なつこい人物。いつも、自身のカメラを持っている。
野々宮を新聞部に入部させた張本人で、それ以降は野々宮と親しくしている。
彼女の新聞部には野々宮の他に男子生徒と女子生徒（山田）の２人が所属している。
沼田 陽子（ぬまた ようこ）
野々宮に濡れ衣を着せた張本人である女子生徒。ゲーム版では、髪が顔のほとんどを埋め尽くすほどに伸びている。
どんな不幸なことにあっても、笑顔を忘れない子だった模様。
事件の直後こそ野々宮に恨まれていたが、野々宮が写真の魅力に取りつかれて以降は気にされなくなっていった。実は野々宮のエスカレートな付回し等により追い詰められて自殺しており、野々宮達に存在を忘れていたのは妖怪の校長先生の能力による物だった。
彼岸花に復讐を叶えてもらう為に現世に復活し、妖怪となって野々宮を倒そうとするが、最終的に和解した。
『とある少女の一日』にて再登場し、この編では「森ガール」に憧れている様子。自身の罪を教師達に謝罪し、野々宮に罪を着せなかった世界を楽しむ代償に、彼岸花に魂を差し出す約束を彼岸花にしたが、結果的に、彼岸花に魂を食われることはなかった。
校長先生
野々宮の前に現れた謎の老人。
詳しくは、学校妖怪七席の「校長先生」の項目へ。

### お姫様の嘘編からの登場人物
楠木 みどり（くすのき みどり）
『お姫様の嘘編』の主人公。
実家が裕福な小学生の女子生徒。お姫様気質であり、クラスメートの前では淑女のように振舞っている。
裕福なため、クラスメートからは「お姫様」と呼ばれ、うらやましがられ、多くの人達に愛されている模様。
かつては、裕福のことを自慢しており、それが原因で一学期にいじめられていたが、妖怪の紅茶紳士と契約で演劇部の「お姫様」役を受けることになり、二学期にはいじめは無くなった。その見返りに、紅茶紳士はみどりの魂の一部を齧り始めた。
実は紅茶紳士の能力により、いじめをうけていない自分の姿を見せられ続けていただけであり、紅茶紳士にみどりを彼女の羨望の対象であったクラスメートの川田のぞみにしたと嘘を信じ込まさせられて魂を貰う為に利用されていた。
演劇部に所属しており、お姫様役の代役をしたところ、演技力の高さを評価されていた。
最終的には自らの幸せな日々が全て幻想だったことを思い知らされ、再び紅茶紳士の能力により、自分が見ていた幻想へと戻る道を選んだ。その後彼女がどうなったのかは不明だが、『資料室』でのキャラクター紹介によると、今の境遇を耐え忍べば演技力の才能を開花できると述べられており、未来について一定の希望が残されている。
紅茶紳士
『お姫様の嘘』編で初登場。
七不思議の妖怪ではないが、影の妖怪序列第二位の妖怪と言われており、凄まじい力がある模様。
序列一位の校長先生の右腕として活躍しているため、「教頭先生」という通称がある。
子供の夢を増幅して現実逃避を行わせる力を持つ。人を死に誘う他の学校妖怪の天敵。
みどりに協力する素振りを見せていたが、目的のために利用していたにすぎなかった。
川田 のぞみ（かわた のぞみ）
みどりと同じく裕福な家の女子生徒。彼女も演劇部に所属している。
去年のクラスではみどり同様にお姫様扱いを受けていたが、今はクラスの女子や演劇部の殆どから無視されたりいじめられたりしている。
時折みどりに対して奇妙な視線を投げかけることがある。
実は、いじめを受けてなどおらず、みどりの妄想が見せていた光景だった。

### 鎮守神さまの祠編からの登場人物
桜田 みちる（さくらだ みちる）
『鎮守神さまの祠』の主人公。
霊感体質な女子小学生であり、幽霊や妖怪等が視えることが可能と主張する。オカルトに興味がある女子生徒からは尊敬されている。
常に右目に眼帯をしているが、これは「ものもらい」のためだったが、現在は完治しているのにも関わらず装着している。普段はゴスロリ風の服を着ているが、これは親の趣味によるものだという。服のブランド名は「アンチローザ」（前作の『うみねこのなく頃に』に登場する右代宮楼座が経営していたデザイン会社と同名）。
ある日、クラスメートが頭の上に机が落ちてきて大怪我をした事件で、「鎖守神様（さくのしん）」の祟りだと思い、彼に怒りをおさめようとする。女子生徒の一人が、鎮守神の祠を壊したと打ち明けられ、鎮守神の祠の前で、壊した人全員が謝罪すれば許してもらえると主張するも、全員を説得するのが難しいことで、その生徒は自分だけでも祟から守って欲しいと懇願される。
実は、クラスメートが大怪我をした事件の張本人であり、自分の霊感を信じてもらえず、自分で祟を演出しようとした模様。毬枝は、さくのしんは怒っていない事と、祠が修理されたので喜んでいる事を伝えられる。自分には本当に霊感があるのか自信を無くすが、自分が見えているので霊感はあると勇気付けられる。
さくのしん
人間でも妖怪でもない存在。通称は「鎖守神様」。
一定の動物達を治めている長的存在であり、「狐様」と呼ばれる事もあるが、それを不快に思っており、その度に自身をライオンだと主張する。
人間を超えた存在であるが、かなり臆病であり、人間に害する事もない。ただし本人は「やる時はやる」と主張している模様。
ちくわやはんぺんが好物で、保健の先生に供えられることもある。
前作の『うみねこのなく頃に』に登場した「さくたろう」に姿や言動が酷似しているが、関連性は不明。

### ハメルンのカスタネット編からの登場人物
二瓶 ひかる（にへい ひかる）
『ハメルンのカスタネット』の主人公。
女性のような顔立ちをした優等生の男子生徒。前髪が右顔に掛かっているのが特徴。塾通いしている。
クラスから孤立し、彼等を見下しているため、陰湿ないじめを受けているが、証拠もなく、ただ泣き寝入りする日々であった。その鬱憤を、うさぎ小屋のうさぎを虐待することで晴らしていた。
ある日、うさぎを虐待している所を森谷に発見されてしまうも、彼女に怒鳴りつけて追い返す。そして今度は妖怪のハメルンと出会い、彼の「人をうさぎにする」能力を利用して、いじめを行った生徒達を次々とうさぎに変えて、そのうさぎ達を殺害した。死体は翌日発見され、学校中大騒ぎとなる。
担任の井俣は、飼育係であったため職員室へ呼び、同情されるが、クラスの皆とうまくやれと言う井俣に苛立つ。そして井俣をハメルンの力でうさぎに変えて殺そうと決める。井俣を待つがそこに、彼岸花が現れ、彼岸花にうさぎではなく人を殺す幻覚を見せる。そして、人を殺すことの罪の重さに発狂する。
最後はハメルンを殺害してカスタネットを奪った彼岸花によりうさぎに変えられてしまい、同性であるうさぎの集団によって交尾という名の制裁を受けた。
いわゆる厨二病であり、妖怪に出会っても基本的に驚かない模様。自身を「二重人格」としている。
ハメルン
学校の七不思議に属さない妖怪。自称「音楽室のハメルン」。仮面を気に入っており、常に仮面を被っている。素顔は美形の模様。
妖怪としては珍しく、愉快な性格な面も持つ。
カスタネットの音色で、人間を動物に変えてしまう能力を持つ。
柔和な態度をとり、彼岸花のことを「先輩」と呼んでいるが、実際は七不思議の妖怪を殺して自分がその座に付こうという野心を抱えている。
その為にひかるを利用し、一度は彼岸花をうさぎに変えることに成功して彼女を喰い殺そうとしたが、逆に舌を内臓ごと引きずり出されて死亡した。

### とある少女の一日編からの登場人物
沼田 陽子
詳しくは、「沼田　陽子」の項目へ。

### ユートピア編からの登場人物
榊 由香里（さかき ゆかり）
不幸な家庭環境の理由から、クラスメートにいじめを受けている女子生徒。
母親がいなくなってから、彼女の代わりに家庭を支えようと頑張っている。
いじめを解決するために親や先生に相談をするが、皆「無視しろ」というだけだった。しかし由香里はその言葉を信じ我慢を続け、結果としては自分の心を殺すだけだった。
ある日、自殺しようと考えている時に森谷に出会い、彼女から説得されるが、聞く耳を持たなかった。
転校生の玲子が来てからは、彼女の方にいじめが集中した結果、いじめられることがなくなり安堵する。
しかし教師までもが玲子をいじめるようになり、玲子へのいじめがエスカレートすることに胸を痛めていた由香里は遂にいじめを行う彼等に対していじめをやめるように説得。これから玲子を守ると決める。しかし、説得したことにより教師を含めるクラスメイトに逆恨みされる。
その後、玲子の正体と彼女は趣味でわざといじめられる体験をしていたことを知ってしまい食われそうになるが現れた森谷に助けられる。そして、スミレにいじめと戦うことを宣言。スミレは由香里をまたいじめの対象とするために人間世界から姿を消す。そのため翌日再びクラスメートからいじめられるようになる。
クラスメート全員に服を脱がされかけて逃げ出した際に階段から落ちて大怪我をしてしまい、自宅で休養。その後、クラスメート達は社会科見学の最中にバスの事故で全員死亡し、復学後、他のクラスへ移ることになった。再び毬枝が現に出会い、何も出来ないことを謝られるが、自殺を止めてくれたことを感謝した。クラスメート全員の集団いじめを経験したことで、いじめがまだ小さい内に鎮静化させる決意を固めた。
大住 玲子（おおすみ れいこ）
由香里と友達になった転入生。正体は、妖怪スミレ。
詳しくは、学校妖怪七席の「大住玲子/スミレ」の項目へ。
尾崎（おざき）
由香里をいじめるクラスメートのリーダー格の男子生徒。手下としている生徒が多くいる。
ある日、トイレにめそめそさん(森谷)に遭遇し、玲子の仕返しとした彼女に襲われて、魂が半分になり放心状態になる。
玲子が怪我で休みの時に社会科見学し、バス内で友達と玲子をどんな方法でいじめをするか盛り上がっていた最中、バスが事故に遭い、クラスメートと担任教師共々死亡。運転手だけが唯一の生き残りとなった。

### お月見会編からの登場人物
第二夜第一話『お月見会』では、後述する第二夜初登場の妖怪達と第一夜のキャラクターが登場する。
第二夜の妖怪キャラクターのほとんどはお月見会編からの登場人物だが、便宜的に登場した編からの登場人物として扱う。

### 13階段の死神編からの登場人物
相馬 あや（そうま あや）
『13階段の死神』の主人公。
日常や人間に価値を見いだせず、日々を怠惰に生きていたが、13階段を踏んだことでイザナミに命を狙われることになり、それをきっかけに生きる為の目的を見出し、死を回避する為に前向きに世の中を捉えられるようになった。
弱かった体を四十九日の間に走ることに特化した形に鍛え上げ、最終的にイザナミに勝利する。
闘いの過程で様々なことを教えてくれた彼には内心で感謝の気持ちを抱いており、解放されてからも時折13階段を探している模様。
イザナミ
学校妖怪の序列二位に位置する存在。
詳しくは、学校妖怪七席の「イザナミ」の項目へ。

### 鏡の世界へようこそ編からの登場人物
げらげらさん
鏡の中の世界に住む、性格の反転した森谷毬枝。
狂暴な性格で他の妖怪を子分に従え、序列も第一位となっている。
毬枝がキョウと共に鏡の掃除をするべく鏡の世界へ赴いた後、現実世界に現れて彼岸花と対決。難なく撃破して彼女を使いっ走りに変えてしまった。
結局は戻ってきたキョウと毬枝によって鏡の世界に戻されるが、毬枝はこの騒動を利用し、萎縮してしまった彼岸花に真相を明かさず今後調子に乗らないように釘を刺した。
キョウ
学校妖怪の序列五位に位置する存在。
詳しくは、学校妖怪七席の「キョウ」の項目へ。

### 少年たちの肖像編からの登場人物
新谷 ナフミ（しんたに ナフミ）
『少年たちの肖像』の主人公。美術教師。
男性を魅了する淑女を演じているが、実際は幼い少年に性的な欲求を持っており、少年をモデルにした卑猥な絵を描くことを趣味としている。
ある時、美術室に居た生徒を眠らせ弄んでいた所、妖怪のルノワールに出会い、生徒の一人である野田裕貴を殺害したことを指摘される。その後ルノワールと対決し彼を消滅させたが、実は消滅したルノワールは偽物であり眠らせた少年が本物だった。更に裕貴殺害について隠匿していた為『嘘をついてはならない』というルノワールのルールに違反し彼に敗北。エッシャー作『上昇と下降』の世界に封じられた。
幼い子供に性的虐待する教師という下りが第一夜の金森義仁に似ているが、金森の性的虐待が教員としてのストレス解消に起因しているのに対し、彼女のそれは純粋な欲望が元となっている。
『資料室』によると、絵の世界では無限マラソンによるダイエットに励んでおり、あながち悲惨な末路でもなかった模様。
野田 裕貴（のだ ゆうき）
男子生徒。心優しい性格でルノワールとも友人関係となったが、ある時美術室の石膏像の下敷きとなり、死体で発見された。
ルノワールに殺されたともされていたが、実際はナフミが犯人であり、彼女に性的虐待も加えられている。
ルノワール
学校妖怪の序列六位に位置する存在。
詳しくは、学校妖怪七席の「ルノワール」の項目へ。

### 私の親友編からの登場人物
岡田 智子（おかだ ともこ）
桜田みちるの友人。オカルト趣味が一致していることから意気投合し大親友となったが、家族旅行で立ち寄った温泉にて転倒し死亡する。
彼女の死を悲しんだみちるは悪魔と契約し彼女を生き返らせることを決意。儀式の為に智子との交換日記を悪魔の指示により燃やすが、そこでみちるの前に現れ彼女が自分を復活させようとしている事に驚く。その後肉体が既に火葬されていることから、復活しても魂はぬいぐるみに封じられみちると話すことしかできないと知り復活を拒絶。本当はみちるを内心で嫌悪していたと告げることで決別し、儀式と悪魔の契約を解消させた。
実はみちるに自分の死を忘れて前向きに生きてもらう為についた嘘だったが、みちるにもその気持ちは伝わっていた模様。
黒い炎の悪魔
みちるに召喚され、智子を生き返らせる為の儀式に協力した悪魔。一人称は『吾輩』。
名前を明かさなかった為本名は不明であり、『資料室』にも記述されていない。

### 復讐のアザミ編からの登場人物
吉川 正明（よしかわ まさあき）
背が低いことを理由にいじめを受けている男子生徒。榊由香里に救いの手を差し伸べられたこともあったが、負けず嫌いな性格が災いして己の弱さを認められず苦悩している。好きな子にはイタズラしてしまうタイプらしい。
学校妖怪のアザミに出会い、彼女から勧められた魔法のアザミを食したことでいじめっこに変貌。自身をいじめていた生徒達以上に過激ないじめを行うようになったが、クラス全員の復讐心を煽りいじめ返されることとなる。
彼を取り囲むいじめの連鎖を見逃せなかった由香里はスミレに頼み、いじめを一手に引き受けることで連鎖を止めたが、彼女もまた心が折れ魔法のアザミを食べてしまう。が、彼女はアザミによる狂暴性を制御し、いじめっこに復讐することなく、いじめ撲滅の為にクラスメイトに圧力をかけることで治安の統治に成功した。
正明は最初由香里のことを嫌っていたが、アザミの効力が切れてからは彼女を気遣う態度も見せるようになる。
アザミ
学校妖怪の序列四位に位置する存在。
詳しくは、学校妖怪七席の「アザミ」の項目へ。

### 彼岸花の咲く前に編からの登場人物
有森 秋一（ありもり しゅういち）
作中の学校におけるOB。在学中に彼岸花に出会っている。
当時の彼岸花は学内が序列により統治されていなかったこともあり、現在よりも狂暴かつ残虐で多くの妖怪を狩っていたが、同時に自身の存在意義に疑問も持っていた。その最中に秋一に姿を見られ、彼に興味を持つようになる。
自らの感情によって目に見える光景が変化するという能力を持っており、それを絵に描きうつすことを趣味としている。その力を見て彼岸花は自身に欠けていた『感情』を芽生えさせていくことになる。
しかし、秋一はスミレの影響を受けたいじめっこ達に暴行されたことで失明して力を失い、彼岸花を知覚することもできなくなった。不良達は最終的に彼岸花が復讐を下し、彼女に妖怪として生きることの意義を悟らせる結果となった。
現在は全盲のピアニストとして活躍。学校に再び招かれ彼岸花にも再会を果たした。

### 学校関係者
保健の先生
保健室を任されている女性。本名は不明。非常に明るい性格で、人懐こい性格。恋愛に恵まれず、生徒達にまでそのことに愚痴る程。「出会いがない、いい男がいない」が口癖。
保健室に飾られている「彼岸花の人形」を溺愛しており、保健室に訪れる者にはその人形を紹介することがある。いわば、彼岸花が人形姿の時の保護者的存在である。
霊感が少々ある模様で、彼岸花の気配に気づくことがあるが、彼岸花が妖怪であることは知らない模様。
各章に連続して登場する人物の１人。
野々宮達の担任
野々宮のクラスメートの担任と思われる初老の教師。野々宮は森谷と同じクラスメートなので、失踪した金森の後任の担任の模様。
野々宮が濡れ衣を着せられた事件を、野々宮が悪意がなくて行った事件として、混乱していた野々宮達を沈ませたが、結果的として野々宮への疑惑を落ち着かせることになった。

## ゲーム
漫画から、竜騎士07代表の同人サークルの07th Expansionによりサウンドノベルとしてゲーム化を果たし、2011年8月にコミックマーケット等で発売。脚本は竜騎士07が担当し、キャラクターデザインも竜騎士だが、漫画版とは若干異なるデザインとなっている。

### スタッフ
| スタッフ 竜騎士07 dai 猫桜 餡豆 各務 翼 椿ゆう 保坂葉 弥栄 時火（第2夜のみ） NScripter 高橋直樹 NScripter拡張エフェクト 君影草公房 オープニングムービー よゆ | 音楽・効果音 dai M.Zakky morrigan SB YUNE ラック眼力 木野寧 佐倉かなえ（第2夜のみ） スペシャルサンクス 富士見書房 pixiv（第2夜のみ） 西E田 つのはず壱郎 さくやついたち（第2夜のみ） 原田祟史(富士見書房) 高野直美(富士見書房)（第2夜のみ） マサオZZ 糟谷飛鳥 真田雪菜 |

### 楽曲
主題歌「愛しを渡るは黄昏ぞ」
歌：木野寧
歌・コーラス：木野寧・佐倉かなえ
作詞：佐倉かなえ、ラック眼力
作曲：dai、ラック眼力
編曲：ラック眼力、dai
第2夜エンディングテーマ「Spider Lily」
歌・コーラス：木野寧・佐倉かなえ
作詞：佐倉かなえ、ラック眼力
作曲・編曲：dai、ラック眼力
編曲：ラック眼力、dai

### ニンテンドー3DS版
2016年7月27日にフリューより第一夜のニンテンドー3DS版が配信された。

## 学校妖怪紀行 第八怪談募集中
竜騎士07によるオリジナル小説。イラストは西E田が担当。ドラゴンエイジピュアにて、2006年11月29日から2007年6月20日まで連載された。『彼岸花の咲く夜に』のプロトタイプとなる作品。
大筋は第1話「めそめそさん」に近いが、一部設定や展開が異なる。

### 学校妖怪紀行〜葉〜
『学校妖怪紀行』を原作とする漫画作品。キャラクターデザインは西E田が、作画は依澄れいが担当。ドラゴンエイジピュア Vol.6に第1話が掲載された。

## 関連商品

### 書籍

#### 漫画
本作の漫画版は、『月刊ドラゴンエイジ』(富士見書房)にて連載された。
- 彼岸花の咲く夜に（作画つのはず壱郎、『月刊ドラゴンエイジ』連載）全6巻

1. ISBN 978-4-04-712696-1 2010年11月9日 初版発行
2. ISBN 978-4-04-712721-0 2011年4月9日 初版発行
3. ISBN 978-4-04-712747-0 2011年9月8日 初版発行
4. ISBN 978-4-04-712777-7 2012年2月8日 初版発行
5. ISBN 978-4-04-712821-7 2012年8月8日 初版発行
6. ISBN 978-4-04-712856-9 2013年2月8日 初版発行

#### アンソロジー
- アース・スター コミックス 彼岸花の咲く夜に（アース・スターコミックス刊） 全1巻

1. ISBN 978-4-80-300287-4 2011年10月26日 初版発行

#### 小説
- 彼岸花の咲く夜に（文章竜騎士07、作画さくやついたち 富士見ファンタジア文庫刊）

1. ISBN 978-4-82-913717-8 2011年12月20日 初版発行